# 銀河號列車
- 關於在釜石線上行走的臨時快速列車，請見「SL銀河號列車」。
- 關於在北海道池北高原鐵道故鄉銀河線上行走的快速列車，請見「故鄉銀河線」。
- 關於由JR西日本營運的臨時長距離列車，請見「WEST EXPRESS 銀河」。

銀河（日语： Ginga */?）號列車曾經是由日本國有鐵道（國鐵）與民營化後的西日本旅客鐵道（JR西日本）、東日本旅客鐵道（JR東日本）和東海旅客鐵道（JR東海）營運，行走於東京站至大阪站之間的臥鋪急行列車，途經東海道本線。
本條目將會同時記載過往行走於東京至大阪之間的其他急行列車。

## 概要

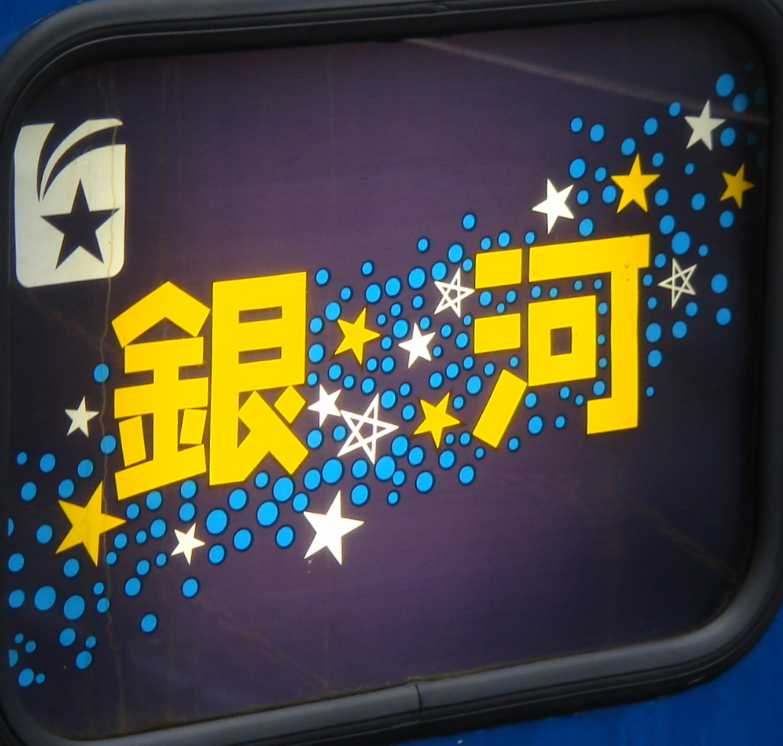
「銀河」的方向幕

在1949年（昭和24年）9月，行走於東京站至神戶站之間，原本只連結一等車廂和二等車廂的夜行急行列車15、16列車，於當天起設定列車愛稱「銀河」。在列車尾端掛上了與特急列車相同款式的方向幕。
但是，當時的「銀河」使用了戰前名士列車（上流社會等人士乘坐的長距離列車之通稱）的風格，使用豪華的編成使令人不暢。尤其在戰後混亂期，當時仍然有許多擁擠的列車，在開辦「銀河」受到批評。結果在9日後的9月24日，「銀河」連結三等車廂，並暫時不再掛上方向幕。
在1976年，由於列車行走距離較長（營業距離為556.4公里），因而考慮把「銀河」特急列車化。但是由於計劃特急化後，東京站至大阪站之間的行車時間沒有明顯縮短，因此升級為特急後即變相「單純加價」，加上在繁忙時期，「銀河」的臨時加班列車以座位車廂為主，因此決定繼續以急行列車的身份營運。
踏入2000年代，由於車輛老化與客量持續低迷，在2008年3月15日時間表修正中被廢除。JR西日本把「銀河」廢除的理由是同一旅程中已經有新幹線、飛機和高速巴士服務，加上平價的住宿設施增加，使擁有住宿設備之列車的競爭力下降。
列車名稱取自天體中的「銀河」。

## 運行概況

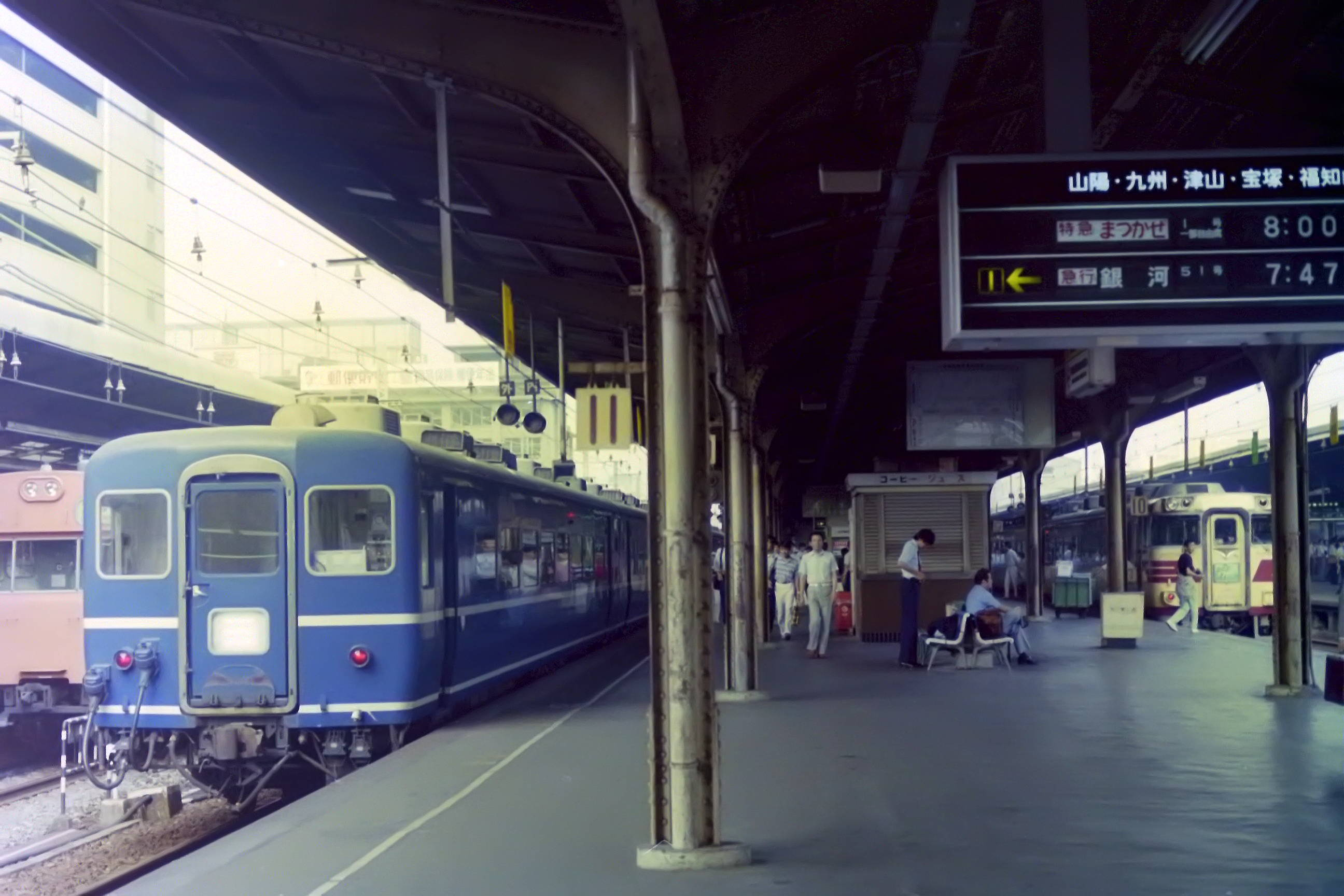
14系座位車廂行走臨時「銀河51號」

由於列車到達東京和大阪的時間是在早上，因此乘客到達終點站後可於早上已經開始進行活動。為了列車能準時到達東京和大阪，因此中途站的停靠時間較長和較多，以便能調整終點站的到達時間。列車編號方面，下行為101列車，上行為102列車。
在當初開始營運時只有1個往返班次。在1968年10月，行走於東京站至大阪站之間的寢台急行「明星」併合入至「銀河」，使「銀河」增至2個往返班次。另外，急行「浪速」廢除後，「銀河」另外開設1個往返班次的季節性列車（全車為座位）。在1975年，1個往返班次改為特急列車後，直至「銀河」廢除前，定期列車的「銀河」設有1個往返班次。
在1998年7月起，使用了臨時「銀河」81號與82號的時間表來行走寢台特急「Sunrise夢」，該列車使用285系電車「日出特快」。當初考慮到「Sunrise夢」與臨時「銀河」不會重疊運輸日期，後來「Sunrise夢」改變了行車時間表。

### 停車站
東京駅 - 品川站 - 橫濱站 - 大船站 - 小田原站 - 熱海站 - 〔沼津站〕 - 〔富士站〕 - （靜岡站） - 〔名古屋站〕 - （岐阜站） - 米原站 - 大津站 - 京都站 - 新大阪站 - 大阪站
- （　）為只有下行列車停靠，〔　〕為只有上行列車停靠。

### 使用車輛與編成
機車方面，「銀河」使用東日本旅客鐵道（JR東日本）田端運輸所的EF65形電力機車牽引。有時候會由超級彩虹特快的指定機車牽引「銀河」。由於「銀河」不是特急列車，而是急行列車，因此機車車頭不會掛上頭牌。
客車方面，「銀河」使用JR西日本宮原綜合運輸所的24系客車，以7卡編成（繁忙時期以9卡編成）。所有車廂都是臥車，當中只連結開放式A寢台和B寢台車廂，沒有連結獨立房間車廂和座位車廂。
只有1號車廂是A寢台，A寢台是開放式雙層床設計，一個車廂可容納28名乘客。該車廂內設有吸煙室和更衣室。其他車廂是B寢台，B寢台是開放式雙層床設計，一個車廂可容納32至34名乘客。列車內沒有車內販賣服務。
電源車方面是使用KaNi24形，車身塗裝與「黃昏特快」一樣，在極少數情況下可以看見「銀河」使用EF65形彩虹色與「黃昏特快」色電源車組合在一起行走「銀河」班次。
另外，在「銀河」廢除時，泰國國家鐵路局已經請求把24系客車等轉讓給當局，從日本運送泰國繼續服役。而從日本運往泰國的客車數目已經超過100架。

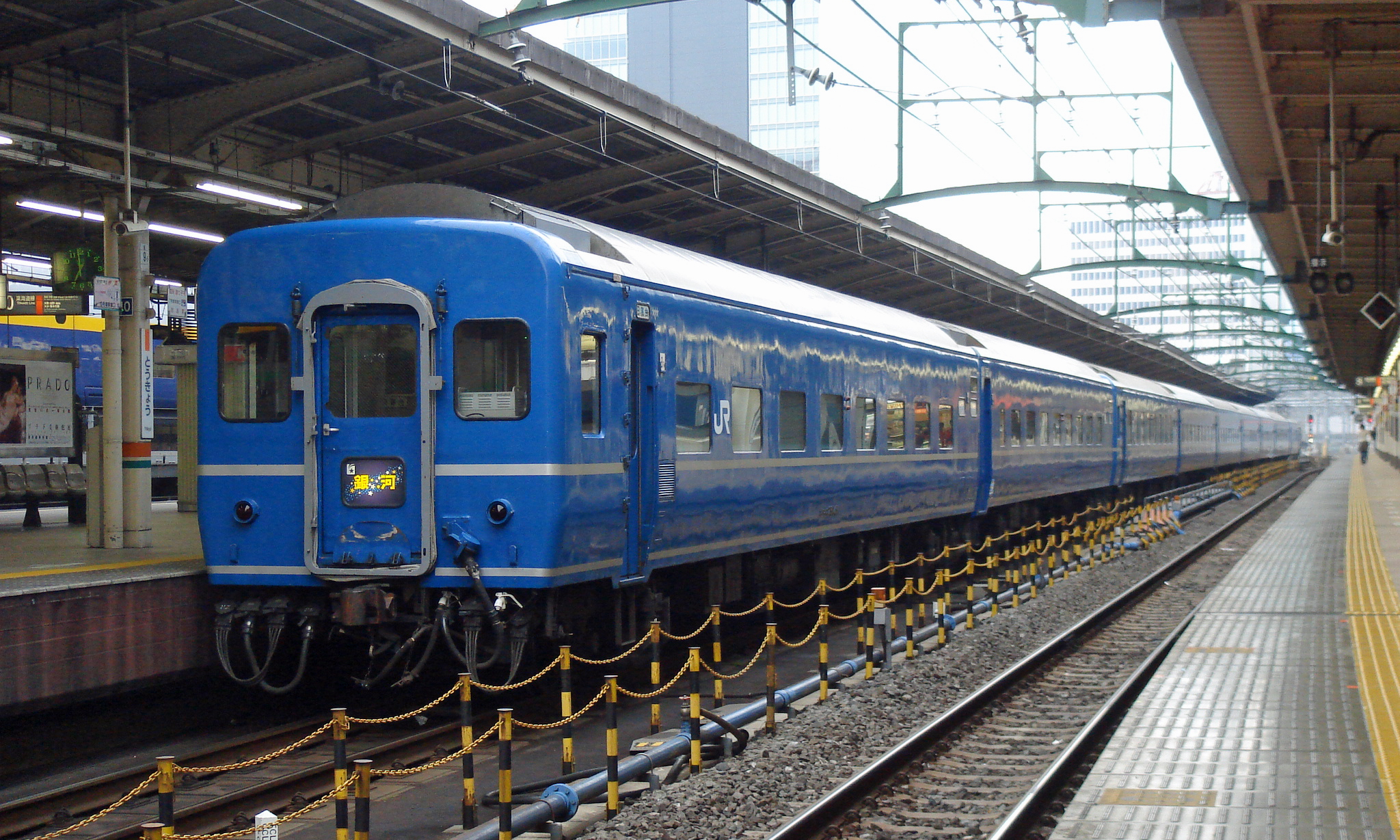
24系客車 （2006年3月 東京）
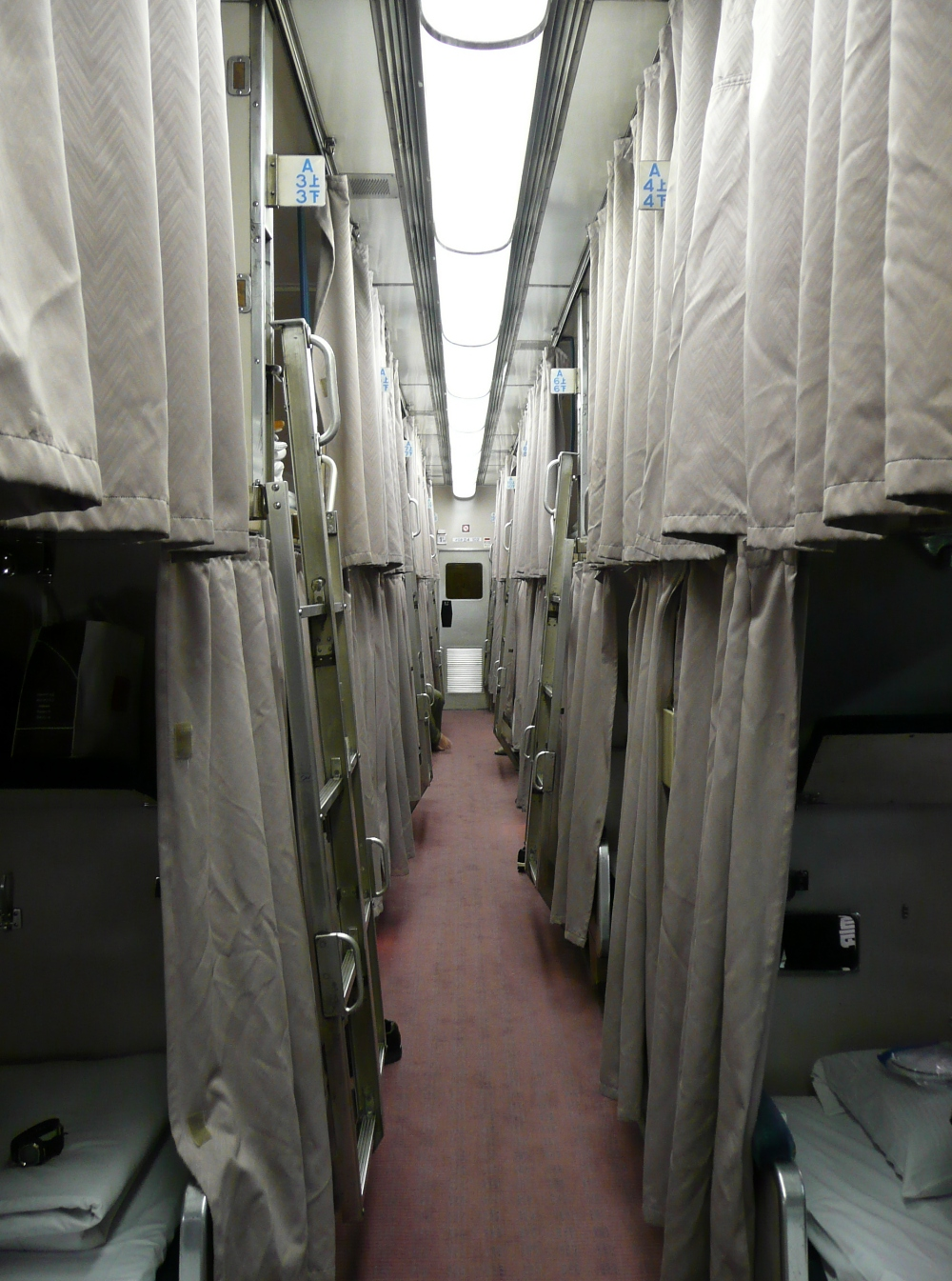
24系開放式A寢台車內（2007年8月）
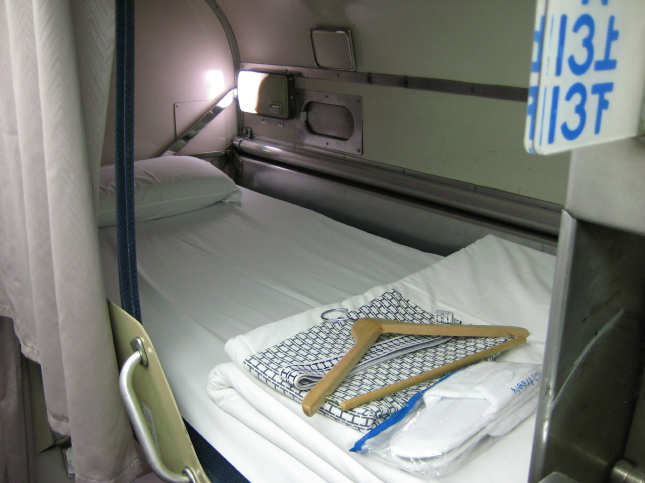
24系開放式A寢台的上層（2008年2月）
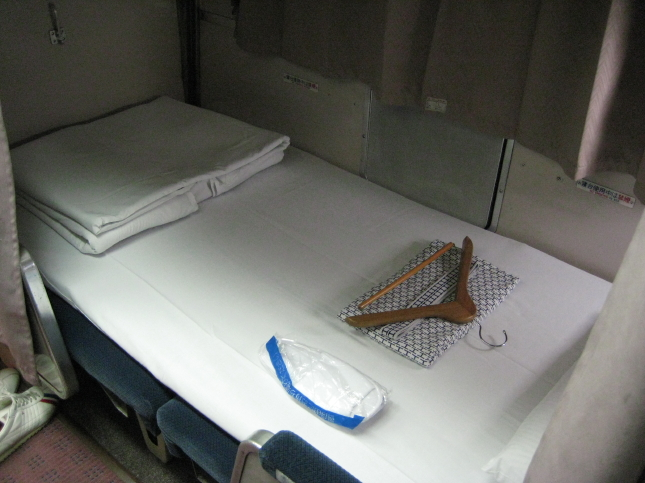
24系開放式A寢台的下層（2008年2月）
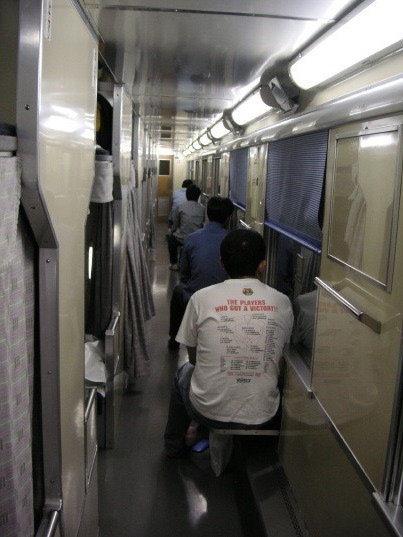
24系開放式B寢台車內（2006年5月）
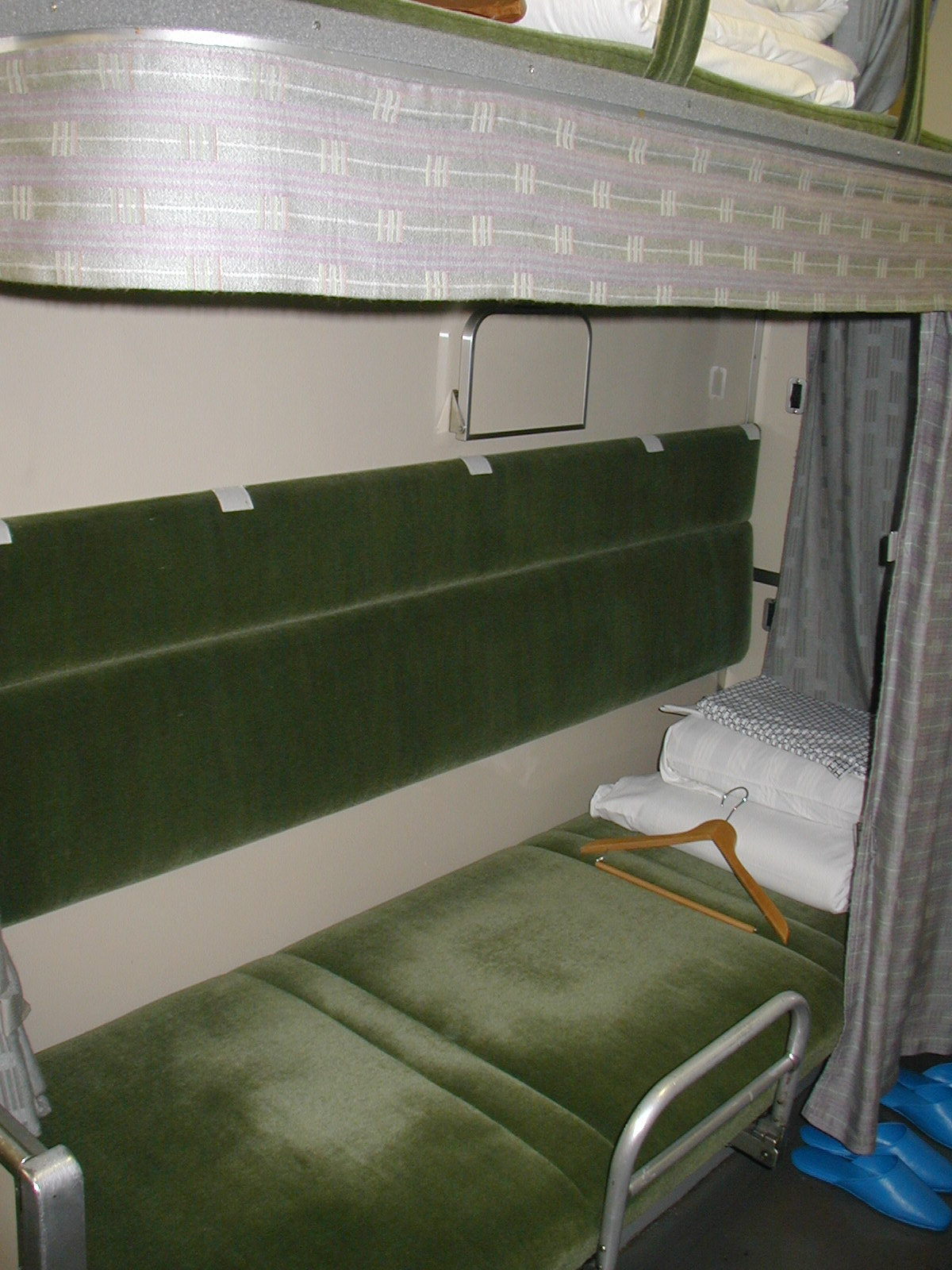
「銀河」的B寢台（下層）

### 過去使用車輛
「銀河」曾經使用10系客車等舊款客車，在行走當初已經開始使用舊款客車。
但是，在行走當初使用東海道・山陽本線專用的舊一等臥車「MaRoNe40・41形客車」，直至舊式車輛末期（1970年代中）開始使用特急專用的三等車廂「SuHa44、SuHaFu44」。這樣能夠看出「銀河」的編成與其他夜行急行列車是有分別的。
在1976年2月20日起，「銀河」開始使用20系客車，而該車輛是讓臥鋪特急列車使用。因此成為了首個使用特急專用車輛行走急行列車的例子。另外，主要用於急行臥車的OHaNe10系臥車開始更換為降級的20系客車。
後來在1985年3月更換為14系客車，在1年8個月後的1986年11月，再度更換為24系客車。

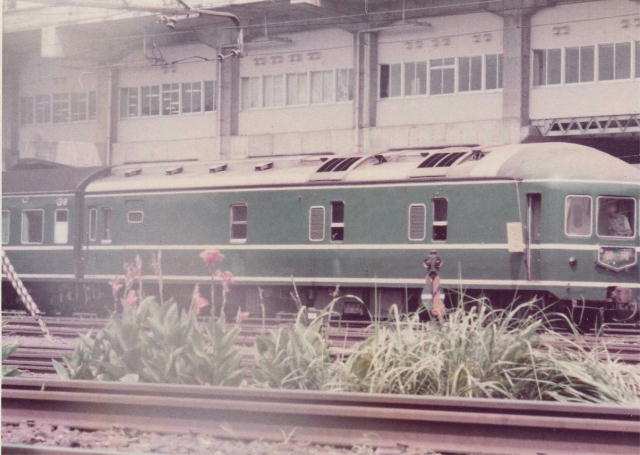
20系客車 （1983年8月 宮原客車區）
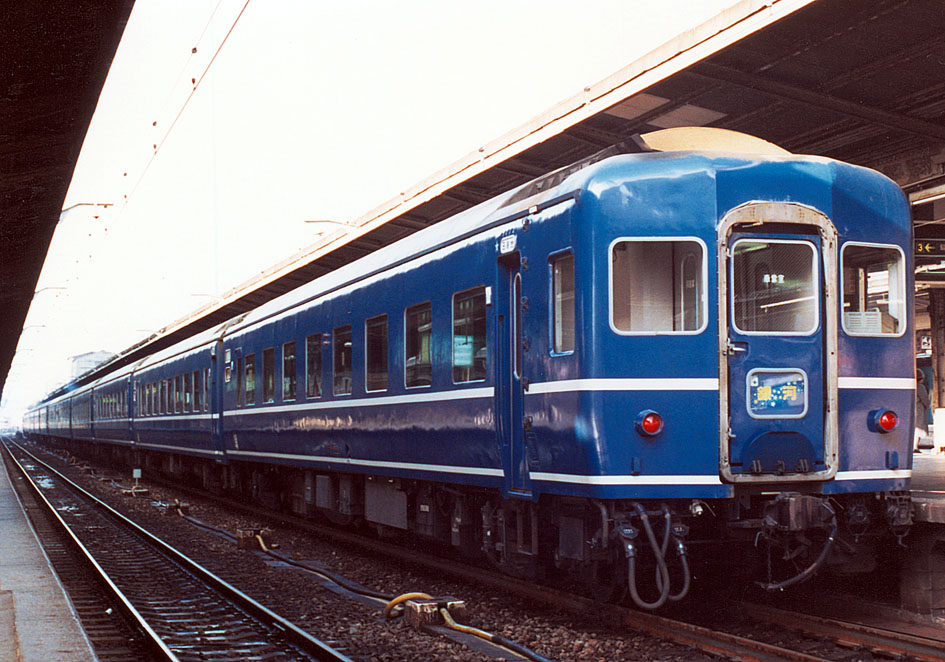
14系客車 （1985年 大阪站）

### 車掌負責區
列車司機由在各JR線範圍內由各JR公司負責。而車掌方面，整個區間由JR西日本大阪車掌區負責。

## 使用狀況
在連接東京和大阪之間的主要交通工具中（東海道新幹線與飛機），「銀河」是最遲出發的班次。而翌日早上，「銀河」到達大阪與東京的時間比新幹線首班車的到達時間為早。因此在這個空白時段中吸引了乘客選擇「銀河」列車。在國鐵分割民營化後的1987年，當時乘車率達8成，但是在2007年只有4成。
在東京站至大阪站之間一直有對於夜行列車的需求，而在深夜時份，新幹線不能夠行走的，因此只有「銀河」能夠解決這個需求。當乘客使用B寢台來往東京與大阪之間，車票連同寢台費用與乘坐新幹線「希望」普通車廂指定席差不多，因此使用B寢台的客源多為商務客。
踏入2000年代，受到夜行列車需求減退影響，除了黃金周、御盆節和年尾年初等部分時期外，「銀河」的客量持續低迷。在2006年的平均乘車率只有約40%。乘車率低的原因是由於東海道新幹線於清晨和深夜也提供服務，包括旅遊巴士在內的夜行巴士普及，以及酒店房價暴跌使商務客有所減少。為此，「銀河」連結的車輛有所減少，而臥車方面只連結開放式A寢台和B寢台，不連結獨立房間的臥車。後來隨著車輛老化影響，有許多謠言稱「銀河」會降級為季節列車（臨時列車）。
在2008年3月中旬的時間表修正中，由於有部分報導「銀河」會與「朝風」和「那霸」一同廢除，在報導後隨即出現了要求繼續運營的聲音。在大船站東海道線下行月台中更將貼了海報以表達希望「銀河」能繼續營運。

## 東京與大阪之間的夜行急行列車群

### 明星
在1948年7月，繼「銀河」後，開設了行走於東京站至大阪站之間的急行列車。在運行當初為一列臨時列車，同時未有為列車命名。在翌年1949年9月變為定期列車。在1950年11月命名為「明星」。在1956年3月開始連結三等臥車，在此之前只連結座位車廂。同年11月起連結二等臥車。
在1961年3月「金星」開始運行後，「明星」全面臥鋪列車化。後來隨著東海道新幹線開業使客量減少。在1968年10月重組列車名稱，「明星」併入至「銀河」而廢除。

### 彗星
在1949年9月至1964年9月之間，開設了行走於東京站至大阪站之間的夜行急行「彗星」。在運行當初未有為列車命名。在關西，人們都稱該列車為「流星」，這是由於車輛設備與「銀河」相差不大。在1950年11月正式命名為「彗星」。
在1956年11月，「出雲」於東海道本線內單獨運輸，使「彗星」變為不定期列車。在1957年10月，「彗星」成為全日本夜行急行列車的先驅，率先全面臥鋪列車化。在1962年5月起連結自助餐式餐車OShi16形「沙龍車」。

### 月光
在1953年11月至1965年9月之間，開設了行走於東京站至大阪站之間的夜行急行「月光」。在「月光」開始運行時，東海道本線內的夜行急行列車增加至4個往返班次，解決了運輸力不足的問題。在運行當初只連結座位車廂，後來隨著東海道本線使用電動列車行駛後，於1961年10月不再連結座位車廂，變成了臥鋪列車。

### 曉
為了舒緩東京站至大阪站之間急行列車的擁擠情況。在1958年10月至1961年9月之間，以及在1962年6月至1964年9月之間，開設了急行列車「曉」。
在運行當初為不定期列車及只連結座位車廂。在1959年9月起臥鋪列車化及變為毎日運輸的不定期列車。在1961年10月，隨著「銀河」、「月光」和「金星」一同臥鋪列車化，「曉」被廢除。但是由於舒適的臥鋪列車受到商務客的歡迎，因此在1962年6月，不定期列車「第2六甲」臥鋪列車化並改名為「曉」。而當時的「曉」仍然是不定期列車，在1962年10月起變為定期列車。在1964年10月東海道新幹線開業時廢除。

### 浪速
急行「浪速」是在東海道本線全線電氣化時開設，行走於東京站至大阪站之間。當時使用EF58形牽引客車。在1961年3月改用剛投入服務的153系電動列車，同年10月增至2個往返班次。
在1963年10月，一度減至1個往返班次。在1965年10月，東海道本線急行列車進行重組時再次回到2個往返班次。但最終在1968年10月廢除。
列車名稱取自大阪市的舊名「浪速」。

### 攝津
急行「攝津」為急行「浪速」的加班列車，於1960年6月開設，行走於東京站至大阪站之間，當時使用電動列車行走。雖然列車類別為急行，但是車輛卻使用準急專用的153系，以10卡編成行走，同時沒有連結餐車。在1961年3月，「攝津」開始連結半個車廂的自助餐式餐車與連結配備躺椅的一等車廂，以12卡編成行走。同年10月，增加1個往返班次至2個往返班次，新增的班次為夜行列車。在1964年10月東海道新幹線開業時廢除。

### 金星
在1961年3月，開設了行走於東京站至大阪站之間的急行「金星」，當時為首個定期列車使用電動列車行走的夜行急行列車。由於「金星」與「浪速」共用153系，使用效率十分的高。從當時起，使用客車的夜行急行列車開始逐步改用臥車。在1961年10月，「金星」改為使用客車並且臥鋪列車化。在東京站至京都站之間，下行「金星」與觀光團體專用列車結的併，上行「金星」與「出雲」結併運輸，自此不再單獨運輸。在1965年10月被廢除。

### 生駒、淀、六甲
急行「生駒」、「淀」和「六甲」在1961年10月開設，均行走於東京站至大阪站之間。各自均設有日間1個往返班次，夜行1個往返班次，並且均使用153系12卡編成行走。另外，「生駒」的夜行班次為不定期列車。
在1962年6月，「淀」和「六甲」的夜行班次被廢除，各自只剩下1個往返班次。「生駒」在1965年10月起只剩下1個往返班次，該班次為毎日運行的臨時夜行列車。自此開始削減於東海道本線上行走的座位夜行急行列車班次。在1965年10月，「淀」和「六甲」被廢除。在1968年10月，「生駒」被廢除。
關於列車名稱的由來，「生駒」是取自大阪府邊界與奈良縣邊界之間的生駒山。「淀」取自流入大阪灣的淀川。「六甲」取自神戶市內，六甲山地的最高山峰六甲山。

### 昂
在1963年10月至1964年9月之間，開設了行走於東京站至大阪站之間的夜行急行「昂」。該列車只營運了一年，隨著東海道新幹線開業時廢除。
「昂」是一架臥鋪急行列車，該列車為了配合許多乘客希望支付臥鋪費用以得到舒適的鐵路服務而開設。但是由於東海道本線的列車數量已經滿額，不可以再增加班次，因此只好削減「浪速」1個往返班次以提供空間讓「昂」行走。
列車名稱取自天體中的「昴」（即昴宿星團）。

## 歷史

### 夜行急行列車的起始
- 1947年（昭和22年）
  - 6月21日：開設行走於東京站至大阪站之間的急行103、104列車。原本該列車於神戶站到發，但是在同盟軍佔領下改於大阪站到發。
  - 7月：急行103、104列車改為11、12列車。
- 1948年（昭和23年）7月1日：開設行走於東京站至大阪站之間的急行2017、2018列車。
- 1949年（昭和24年）
  - 9月15日：實施時間表修正，11、12列車改為15、16列車，並附上列車名稱「銀河」[1]。同時，開設行走於東京站至大阪站之間的急行17、18列車。使該區間的急行共有3個往返班次。
- 1950年（昭和25年）
  - 10月1日：實施時間表修正，「銀河」的運輸區間延長，行走於東京站至神戶站之間[1]。急行17、18列車改為15、16列車。
  - 11月8日：急行2017、2018列車附上列車名稱「明星」，急行15、16列車附上列車名稱「彗星」。
- 1953年（昭和28年）11月11日：開設行走於東京站至大阪站之間的急行「月光」。
- 1956年（昭和31年）
  - 3月20日：「銀河」開始連結三等臥車[1]。
  - 11月19日：開設行走於東京站至大阪站之間的急行「浪速」。
- 1958年（昭和33年）10月1日：開設行走於東京站至大阪站之間的不定期急行「曉」。
- 1959年（昭和34年）9月22日：「曉」被廢除。

### 急行列車加班
- 1960年（昭和35年）6月1日：開設行走於東京站至大阪站之間的急行「攝津」。
- 1961年（昭和36年）
  - 3月1日：開設行走於東京站至大阪站之間的急行「金星」。
  - 10月1日：實施時間表修正，設有以下變更：
    1. 「銀河」的座位緩急車變為二等臥鋪緩急車，使「銀河」變為臥鋪列車。
    2. 「攝津」增加1個往返班次至2個往返班次。
    3. 「金星」的使用車輛由電動列車變為客車，使「金星」變為臥鋪列車。
    4. 開設行走於東京站至大阪站之間的急行「生駒」、「山城」、「淀」和「六甲」。
- 1962年（昭和37年）
  - 6月10日：開設行走於東京站至大阪站之間的不定期急行「曉」。「彗星」開始連結自助餐車OShi16形。
  - 10月1日：「曉」變為定期列車。「山城」被廢除。
- 1963年（昭和38年）10月1日：開設行走於東京站至大阪站之間的急行「昂」。夜行急行「第2浪速」由電動列車改為客車，並且把「第2浪速」變為臥鋪列車。
- 1964年（昭和39年）10月1日：隨著東海道新幹線開業而實施時間表修正，設有以下變更：
  1. 「彗星」、「曉」、「攝津」、「昂」被廢除。
  2. 在「彗星」被廢除後，該列車的OSho16形開始連結「銀河」[1]。

### 東海道本線唯一的臥鋪急行「銀河」
- 1965年（昭和40年）
  - 3月：「銀河」除了2輛二等臥車外，均連結SuHa44、SuHaFu43形（日语：国鉄スハ43系客車）。
  - 10月1日：實施時間表修正，設有以下變更：
    1. 「金星」、「淀」和「六甲」被廢除。
    2. 「生駒」削滅1個往返班次，剩下1個往返班次。
    3. 「銀河」的運輸區間變為行走於東京站至姬路站之間。這是急行「播磨」該同日廢除的替代措置。
- 1968年（昭和43年）10月1日：實施被稱為43·10（日语：ヨンサントオ）的時間表修正，「明星」併入至「銀河」而廢除[1]。使「銀河」共有2個往返班次[1]。「浪速」被廢除。
  - 另外，原本的「銀河」變為上下行「銀河」2號，而原本的「明星」變為上下行「銀河」1號。
- 1972年（昭和47年）3月15日：實施時間表修正，「銀河」統一為行走於東京站至大阪站之間[1]。另外，上下行「銀河」1號與行走於東京站至紀伊勝浦站之間的急行「紀伊」結併運輸[1]。
- 1975年（昭和50年）3月10日：實施時間表修正，「銀河」的1個往返班次被廢除[1]。
- 1976年（昭和51年）2月20日：「銀河」改用20系客車[1]。
- 1980年（昭和55年）7月25日：在當日前，「銀河」列車的車尾牌只會寫上「急行」兩字。在當日從大阪出發的班次起，車尾牌會展出列車名稱與圖案[10]。使再次設有客車急行列車展示列車名稱與圖案。
- 1984年（昭和59年）2月1日：實施時間表修正，到達東京站的時間由早上9時時段變為早上6時時段。而從大阪站出發的時間也會稍為提早，而「銀河」中途會待避「瀨戶」和「出雲」4號。
- 1985年（昭和60年）3月14日：實施時間表修正，「銀河」的使用車輛由20系客車改為14系客車[1]。
- 1986年（昭和61年）11月1日：實施時間表修正，定期「銀河」的使用車輛由14系客車改為24系25形客車[11]。
- 2001年（平成13年）3月3日：實施時間表修正，「銀河」減少一個車廂。
- 2008年（平成20年）3月15日：實施時間表修正，「銀河」正式被廢除。

| 所屬車廠 | 宮原綜合運輸所              | 宮原綜合運輸所              | 宮原綜合運輸所              | 宮原綜合運輸所              | 宮原綜合運輸所              | 宮原綜合運輸所              | 宮原綜合運輸所              | 宮原綜合運輸所              | 宮原綜合運輸所              |                             |                             |                             |                             |
| 車廂編號 | 電源車                      | 1                           | 2                           | 3                           | 4                           | 5                           | 6                           | 7                           | 8                           |                             |                             |                             |                             |
| 客車款式 | KaNi24 11                   | ORoNe24 102                 | OHaNeFu25 133               | OHaNe25 158                 | OHaNe25 196                 | OHaNe25 251                 | OHaNe25 131                 | OHaNe25 160                 | OHaNe25 132                 |                             |                             |                             |                             |
| 機車     | 東京→大阪 EF65-1114（田端） | 東京→大阪 EF65-1114（田端） | 東京→大阪 EF65-1114（田端） | 東京→大阪 EF65-1114（田端） | 東京→大阪 EF65-1114（田端） | 東京→大阪 EF65-1114（田端） | 東京→大阪 EF65-1114（田端） | 東京→大阪 EF65-1114（田端） | 東京→大阪 EF65-1114（田端） | 東京→大阪 EF65-1114（田端） | 東京→大阪 EF65-1114（田端） | 東京→大阪 EF65-1114（田端） | 東京→大阪 EF65-1114（田端） |

| 所屬車廠 | 宮原綜合運輸所              | 宮原綜合運輸所              | 宮原綜合運輸所              | 宮原綜合運輸所              | 宮原綜合運輸所              | 宮原綜合運輸所              | 宮原綜合運輸所              | 宮原綜合運輸所              | 宮原綜合運輸所              |                             |                             |                             |                             |
| 車廂編號 | 電源車                      | 1                           | 2                           | 3                           | 4                           | 5                           | 6                           | 7                           | 8                           |                             |                             |                             |                             |
| 客車款式 | KaNi24 104                  | ORoNe24 6                   | OHaNeFu25 150               | OHaNe25 191                 | OHaNe25 161                 | OHaNe25 207                 | OHaNe25 47                  | OHaNe25 167                 | OHaNeFu25 46                |                             |                             |                             |                             |
| 機車     | 大阪→東京 EF65-1112（田端） | 大阪→東京 EF65-1112（田端） | 大阪→東京 EF65-1112（田端） | 大阪→東京 EF65-1112（田端） | 大阪→東京 EF65-1112（田端） | 大阪→東京 EF65-1112（田端） | 大阪→東京 EF65-1112（田端） | 大阪→東京 EF65-1112（田端） | 大阪→東京 EF65-1112（田端） | 大阪→東京 EF65-1112（田端） | 大阪→東京 EF65-1112（田端） | 大阪→東京 EF65-1112（田端） | 大阪→東京 EF65-1112（田端） |

## 登場作品
- 內田百閒《春光山陽特別阿房列車（日语：阿房列車）》三笠書房（日语：三笠書房），1952年（於「第二阿房列車」收錄）。
- 西村京太郎文藝春秋，1985年。ISBN 4-16-308310-3。
- 宮脇俊三（日语：宮脇俊三）文藝春秋，1982年。ISBN 9784167331016。
- 三宅俊彥（日语：三宅俊彦）JTB出版，2008年。ISBN 978-4-533-07067-9。

## 注腳
1. 1 2 3 4 5 6 7 8 9 10 11 12 13 14 15 16 17 18 19 20 21  . 鐵道雜誌 (鐵道雜誌社). 1987-05, 21 (6): 15–33 （日语）.
2. ↑  2008年3月ダイヤ改正についてPDF（日語） - 東日本旅客鐵道新聞稿 2007年12月20日
3. 1 2  さよなら『銀河』-減りゆく寝台列車のライバルとは （页面存档备份，存于）（日語） - Business Media 誠
4. ↑  蘆原伸《さらばブルートレイン! 昭和鉄道紀行》講談社，2008年，p.193。
5. ↑  鐵道雜誌，鐵道雜誌社，2006年10月號
6. 1 2  「銀河」：惜しまれラストラン 高度成長支えたブルトレ（互聯網檔案館）- 毎日新聞 2008年3月14日
7. ↑  駆け込み? 3月廃止の寝台急行「銀河」前年比32%急増（日語）（互聯網檔案館） - 產經新聞 2008年1月7日
8. ↑  消え行くブルトレ…残るは7本 JRダイヤ改正（日語） - 產經新聞 2007年12月20日
9. 1 2 3  三宅俊彥、寺本光照《時刻表に見る〈国鉄・JR〉列車編成史》JTB出版，2011年。ISBN 978-4-533-08344-0。
10. ↑  . 鐵道迷 (交友社). 1980-10, 20 (10): 110 （日语）.
11. ↑  . 鐵道雜誌 (鐵道雜誌社). 1987-01, 21 (1): 14 （日语）.